# موتور هموپلار

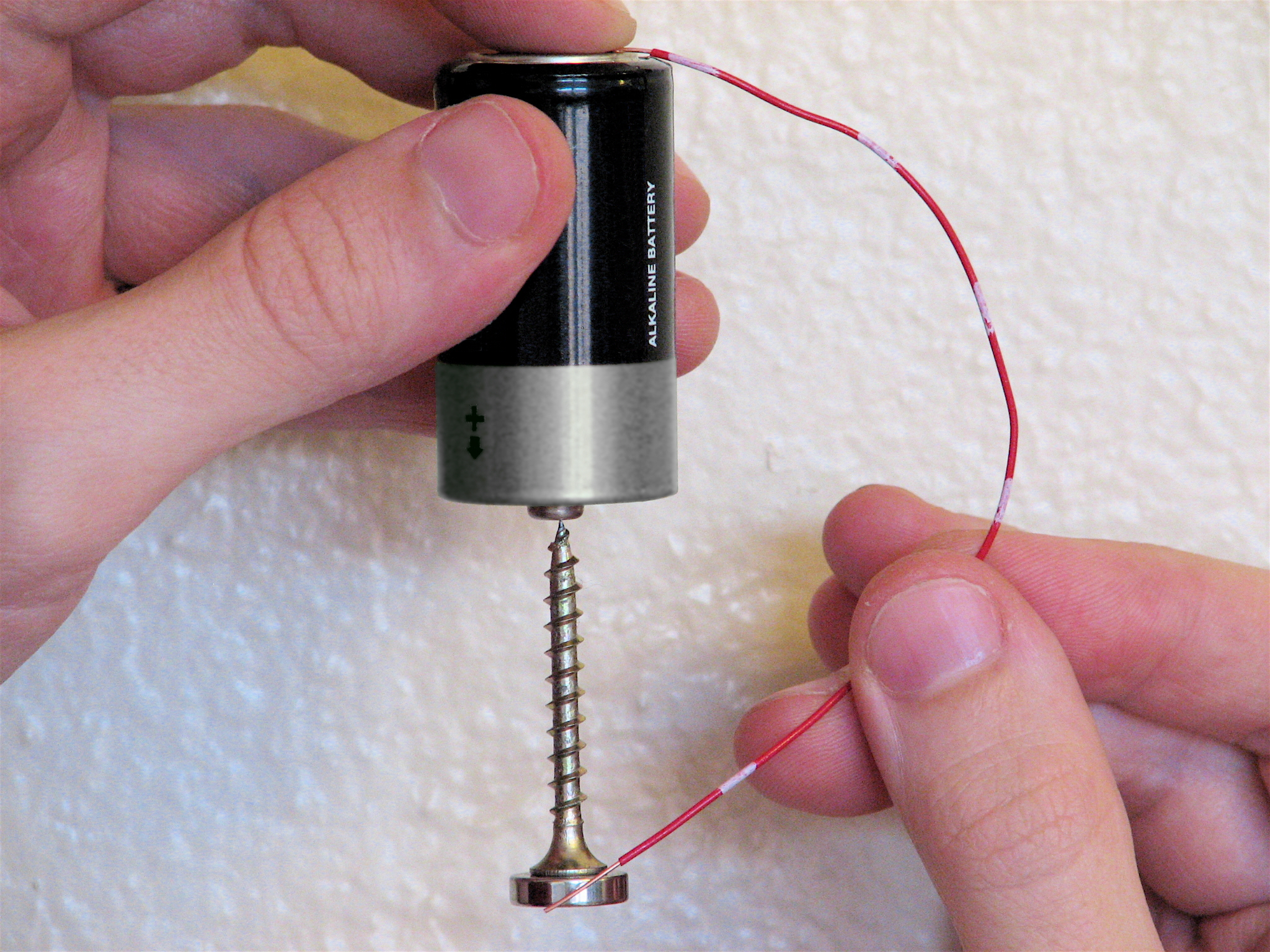
یک نوع موتور هموپلار

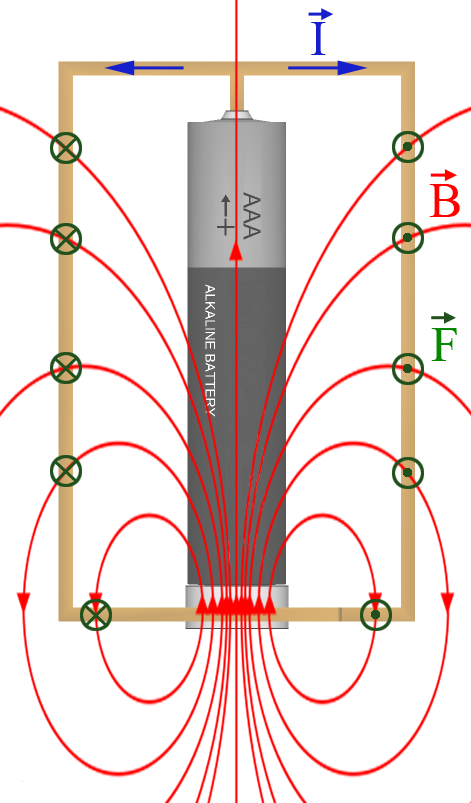
میدان مغناطیسی و جریان و نیروی لورنتس

موتور هموپلار یک موتور الکتریکی با جریان مستقیم است که دارای دو قطب مغناطیسی است.

## تاریخچه
موتور هموپلار اولین موتور الکتریکی است که ساخته شده است؛ این موتور توسط مایکل فارادی در سال ۱۸۲۱ میلادی ساخته شده است.
در ۱۸۲۱ خیلی زود پس از آنکه هانس کریستین اورستد پدیدهٔ الکترومغناطیس را کشف کرد همفری دیوی و ویلیام هاید والستن سعی کردند یک موتور الکتریکی بسازند اما موفق نشدند. فارادی دو دستگاه طراحی کرد که می‌توانستند چرخش الکترومغناطیسی آنچه که او نامیده بود انجام دهند که یکی از آن دو موتور هموپلار بود.

## علت چرخش
همان‌طور که در تصویر می‌بینید یک آهنربا به پیچ وصل شده و به آن خاصیت آهنربایی داده است و پیچ از یک طرف به قطب باتری وصل شده است. سپس یک سیم به قطب دیگر وصل شده است. چون سیم به پیچ و پیچ به باتری وصل است از آن جریان می‌گذرد و از طرفی یک میدان مغناطیسی در پیچ نیز که توسط آهنربا ایجاد شده وجود دارد از طرفی می‌دانیم به بار الکتریکی که در میدان مغناطیسی قرار دارد نیرو وارد می‌شود که نیروی لورنتس نام دارد پس چون پیچ حامل جریان الکتریکی است و در میدان مغناطیسی است به آن نیرو وارد می‌شود و شروع به چرخش می‌کند.

## نمونه‌ها
- موتور بلبرینگ

## نگارخانه

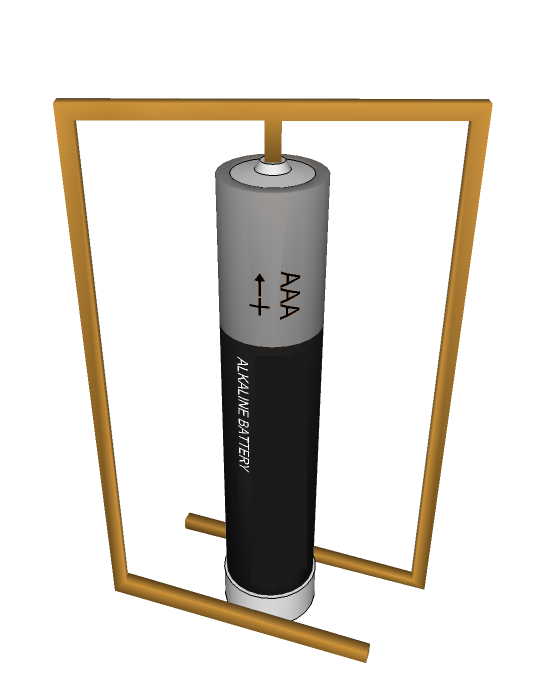
موتور هموپلار سه بعدی
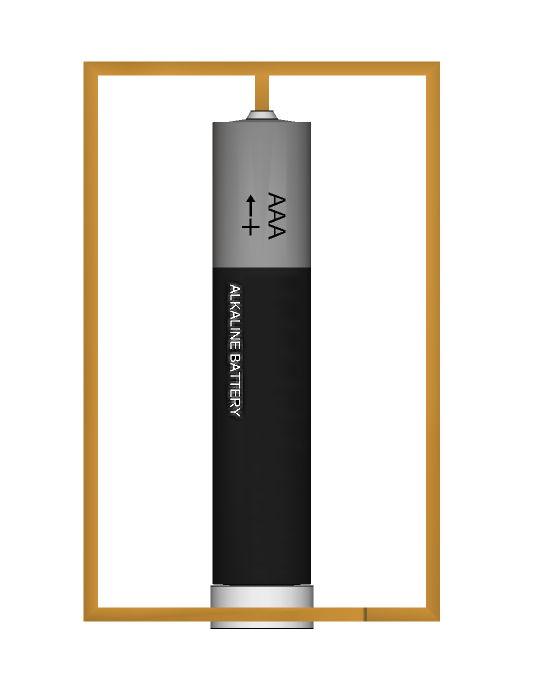
موتور هموپلار دو بعدی
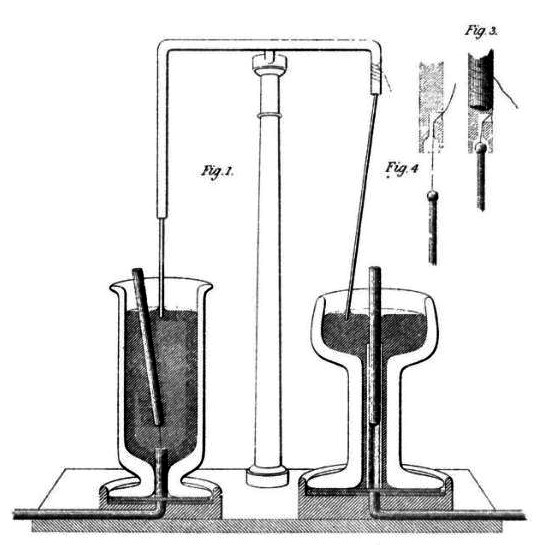
چرخش الکترومغناطیسی فارادی
- فیلم موتور هموپلار